# 103740 Budinger
103740 Budinger è un asteroide della fascia principale. Scoperto nel 2000, presenta un'orbita caratterizzata da un semiasse maggiore pari a 2,7837294 au e da un'eccentricità di 0,0228950, inclinata di 1,84222° rispetto all'eclittica.
L'asteroide è dedicato al filantropo statunitense Donald V. Budinger.